# 磺胺二甲异嘧啶
磺胺二甲异嘧啶是一种磺胺类药物，其INN名称是“Sulfisomidine”。该药物可用于治疗由细菌感染引起的疾病等病症。该药物在血液中的半衰期尚不明确。20世纪50年代，曾对该药物治疗泌尿道感染的功效进行过研究，但目前似乎没有历史资料表明该药物曾得到各国监管部门批准投入临床使用。